# Duipipal
Duipipal (Nepali दुईपिपल) ist ein Dorf und ein Village Development Committee (VDC) in Nepal im Distrikt Nuwakot.
Das VDC Duipipal erstreckt sich über die Hügellandschaft südlich der Trishuli 12 km südwestlich von Bidur.

## Einwohner
Bei der Volkszählung 2011 hatte das VDC Duipipal 7790 Einwohner (davon 3701 männlich) in 1569 Haushalten.

## Dörfer und Weiler
Duipipal besteht aus mehreren Dörfern und Weilern. 
Die wichtigsten sind:
- Bhalayotar (610 m ⊙)
- Duipipal (930 m ⊙)
- Kolputar (470 m ⊙)
- Pipletar (550 m ⊙)